# Florence Lina Mouissou
Florence Lina Mouissou de son vrai nom Florence Lina Bamona-Mouissou est une romancière congolaise née le 21 août 1972 à Pointe-Noire, vivant à Paris, France.

## Biographie

### Jeunesse et études
Lina naît en 1972 à Pointe-Noire, au Congo-Brazzaville. 
Après avoir terminé ses études primaires et secondaires à Pointe-Noire, elle se rend à Paris pour étudier la littérature à Sorbonne Nouvelle. Elle obtient un diplôme en scénarisation de Cinécours au Québec. 

### Carrière
Elle publie ensuite son premier roman Le plus vieux métier du monde en 2005 et Le destin d'Aminata en 2009. 

## Œuvres
- Le plus vieux métier du monde: roman, Éd. Bénévent, 2005 (ISBN 978-2-84871-954-2).
- Le destin d'Aminata, l'Harmattan, 2009 (ISBN 978-2-296-08388-2).
- J'ai tué mon mari: ou de la prison àl'autre bout du destin, Éditions LC, 2019 (ISBN 978-2-37696-069-0)[4],[5].